# 鳢单极虫
鳢单极虫（学名：Thelohanellus ophiocephali）为单极科单极虫属的动物。在中国，分布于广东、江西等，营寄生生活，寄生在斑鳢、乌鳢的体表。